# Andreas-Vesalius-Gymnasium Wesel
Das Andreas-Vesalius-Gymnasium (AVG) ist eines der beiden Gymnasien im Großraum Wesel.
Gegenwärtig (Stand 2023) wird es von 875 Schülern besucht, die von etwa 50 Lehrern unterrichtet werden. Die Schule ist benannt nach dem flämischen Anatom Andreas Vesalius (1514–1564).

## Geschichte
Die Grundform des heutigen Andreas-Vesalius-Gymnasiums ist mehr als 150 Jahre alt, der erste Unterrichtstag war der 7. Januar 1853. Der Name der Schule lautete Evangelische höhere Töchterschule zu Wesel. Bedingt durch regen Zulauf zog der Schulbetrieb nach nur einem Jahr um in einen Neubau.  Auf Anordnung der Schulaufsicht in Düsseldorf wird die Evangelische Höhere Töchterschule 1878 umbenannt in Städtische höhere Mädchenschule. In nur 25 Jahren hat sich die Zahl der Schülerinnen auf 150 verdreifacht.
Die Tendenz, Mädchenbildung an den Bedürfnissen des Mannes zu orientieren und die Frau auf die Rolle der „gebildeten“ Hausfrau und Mutter zu fixieren, spiegelt sich auch in der Geschichte der Schule. 1912 wurde sie per Erlass Städtisches Lyzeum, 1928 Städtisches Oberlyzeum, in dessen Lehrplan die naturwissenschaftlichen Fächer nun stärker hervortraten, so dass dieser mit dem der Jungengymnasien weitgehend identisch war. Elf Schülerinnen absolvierten an der Schule ihre erste Reifeprüfung und mit ihrer Abnahme 1930 galt sie als „wissenschaftliche Vollanstalt“.
Nachdem 1933 die Nationalsozialisten die Regierung übernommen hatten, änderte sich der Weg der Schule und des Lehrplans völlig. Ab 1933 gab es Flaggenhissung und Schulungskursen zwecks Indoktrination, Beschränkung des wissenschaftlichen Unterrichts zugunsten von Körperertüchtigung und Mädchenbildung im Dienst des Vaterlandes. Mit zunehmender Kriegsdauer gab es immer häufiger Luftangriffe, Fliegeralarm, Flucht in den Keller, am Ende fast täglich. Am 16. Februar 1945 griffen britische Bomber Wesel an. Die Innenstadt wurde völlig zerstört, nur noch der Dom stand. Das Schulgebäude erhielt am 16. Februar zwei schwere Volltreffer.
Fünf Monate später erfolgte mit Billigung der Alliierten die Wiederaufnahme des Unterrichts im Ausflugslokal Haus Eder in Blumenkamp, zusammen mit dem Jungengymnasium. Nach fünf Jahren kam der Umzug in das Staatliche Gymnasium am Herzogenring. Nach drei Jahren dort trennten sich die Wege des Jungengymnasiums und dem der Mädchen: die Schule zog in ein neues Schulgebäude an der Ritterstraße, wo es bis heute steht, um und hieß ab jetzt Städtisches Mädchengymnasium mit Frauenoberschule.
- 1955, zwei Jahre nach dem Umzug, stieg die Schülerinnenzahl auf 460.
- 1959 wurde die Turnhalle eingeweiht.
- 1969 wurde wieder angebaut, die Schule zählte nun fast 800 Schülerinnen und einige wenige Schüler.
- 1977 wurden Jungen in die Schule aufgenommen. Aus dem Städtischen Mädchengymnasium wurde das Städtische Gymnasium Wesel Mitte.
- 1984 erhielt die Schule mit der Errichtung des naturwissenschaftlichen Traktes Fachräume ihren endgültigen Namen: Andreas-Vesalius-Gymnasium
- 1990 zählte die Schule über 1000 Schüler, in den nächsten Jahren pendelte sich die Zahl auf 1150 ein.[4]

Seit 1990 besteht ein Patenschaftsverhältnis zu einem Gymnasium in Kętrzyn in Masuren, der ehemaligen Herzog-Albrechts-Schule.

### 21. Jahrhundert
Das Unterrichtsangebot der Schule ist heute entsprechend der hohen Schülerzahl breit gefächert. Beratungslehrerteams, in der Regel aus zwei Lehrkräften bestehend, begleiten die Schüler bei ihren Entscheidungen über die Schullaufbahn aktiv. In jüngerer Zeit haben sich neben der traditionellen Unterrichtspalette neue Schwerpunkte zum Beispiel im Leistungskursbereich Informatik, Chemie und Kunst entwickelt.
Das Schulgebäude liegt zentral in der Innenstadt, kaum zehn Minuten Fußweg vom Bahnhof entfernt. Zum Teil im planmäßigen Unterricht, zum Teil in freiwilligen Arbeitsgemeinschaften in den Bereichen Musik, Kunst, Literatur, Theater, Sport setzt die Schule eine alte Tradition kreativer Tätigkeit mit neuen und veränderten Akzenten fort. Regelmäßige Theater-, Tanz- und Musikdarbietungen verschiedener Form und Stilrichtung sind integraler Bestandteil des Schulalltags.
Die Schule als politischer Raum manifestiert sich im AVG-Forum, einer Plattform für Vorträge und Diskussionen über gesellschaftspolitisch und historisch relevante Fragen mit Vertretern des öffentlichen Lebens und im Schüleraustausch. Dieser führte mit dem Gymnasium in Kętrzyn (Polen) zielgerichtet 2002 zu einer offiziellen Partnerschaft der Städte Wesel und Kętrzyn. In dem 2000 einstimmig verabschiedeten Schulprogramm heißt es: „Unterricht (als zentrale Aufgabe der Schule) ist immer auch erziehender Unterricht, insofern er nicht allein kognitive Lernziele anstrebt, sondern eine ganzheitliche Bildung der Persönlichkeit…“

## Besonderheiten
In der Oberstufe gibt es Leistungskurse in allen Fächern. Kontakte zu Universitäten existieren ab  der 11. Klasse.
In der Mittelstufe existieren im AG-Bereich Kurse und Veranstaltungen zu den Themen Junior-Band, Big-Band, Percussion, Musical, Chor, 3D-Druck, Nähen und Veranstaltungstechnik. Schüleraustausche werden mit Polen, Wales, Frankreich (Forbach) und Finnland organisiert. Jährlich findet ein zentrales Karnevalsfest für die Jahrgänge 5 und 6 im Rahmen der Weiberfastnacht statt.

## Schriften
- Jahresbericht der Städtischen Höheren Mädchenschule zu Wesel. 1910/11 Digitalisat
- Bericht : über das Schuljahr ... 1911–1914 Digitalisat